# Diamond-Star Motors
Diamond Star Motors (DSM) — совместное предприятие Chrysler Corporation и Mitsubishi Motors по выпуску автомобилей. Название взято из логотипов этих компаний — трех бриллиантов (Diamond) от Mitsubishi и пятиконечной звезды (Star) от Chrysler. В 1995 году Diamond-Star Motors был переименован в Mitsubishi Motor Manufacturing of America, Inc. (MMMA), а с 2002 года завод стал носить имя Mitsubishi Motors North America, Inc. (MMNA) Manufacturing Division. Так же аббревиатурой DSM обозначают три автомобиля, выпускавшиеся в рамках совместного предприятия Diamond-Star Motors — Mitsubishi Eclipse, Eagle Talon и Plymouth Laser.

## История
Корни DSM можно проследить в 1970 году, когда Chrysler Corporation выкупила 15 % Mitsubishi Motors в рамках стратегии по продвижению MMC на американском рынке через союзы с иностранными партнёрами. Американская компания стала продавать автомобили Mitsubishi под своими брендами Chrysler, Dodge и Plymouth, что стало удачным решением благодаря большой востребованности в 1970-х годах маленьких экономичных автомобилей. К тому же это заполнило пустующую до этого времени нишу компактных автомобилей в линейке Chrysler.
К 1982 году Chrysler импортировал до 110000 автомобилей Mitsubishi на американский рынок ежегодно, однако назревал некоторый конфликт, так как японцы хотели продавать свои автомобили и через собственные представительства. В то время существовала определённое ограничение на импорт автомобилей, поэтому, когда японская компания начала открывать собственные представительства в США, каждая продажа Cordia, Tredia и Starion под собственным брендом стала сокращать долю автомобилей, ввозимых Chrysler.
В октябре 1985 года, чтобы прорвать замкнутый круг, обе компании на партнёрских условиях основали Diamond-Star Motors. А в апреле 1986 года в городе Нормал (штат Иллинойс) был заложен фундамент автомобильного завода общей площадью 177 тысяч квадратных метров. В марте 1988 года был построен завод производительностью 240 тысяч автомобилей ежегодно.
Изначально на заводе выпускались три автомобиля — Mitsubishi Eclipse, Eagle Talon и Plymouth Laser. Это были небольшие спорткупе с посадочной формулой 2+2, построенные на совместно разработанной Mitsubishi и Chrysler платформе. В течение следующих десяти лет на этом заводе производились и другие автомобили, например Mitsubishi Mirage/Eagle Summit, Mitsubishi Galant, Dodge Avenger/Chrysler Sebring, и Dodge Stratus.
Изначально Diamond-Star Motors был 50/50 совместным предприятием между Chrysler и Mitsubishi. Однако в 1991 году японская компания выкупила часть акций СП у Chrysler, после чего выпуск автомобилей под брендами Chrysler шёл уже на договорной основе. В 1993 году Крайслер окончательно продал свои акции японцам, и 1 июля 1995 года Diamond-Star Motors был переименован в Mitsubishi Motor Manufacturing of America (MMMA). Несмотря на отделение Chrysler, обе компании продолжают тесно сотрудничать до сих пор.
В настоящее время завод производит автомобили, построенные на платформе Mitsubishi PS platform, разработанной американским отделением компании — в том числе текущие поколения Endeavor, Galant и Eclipse — и экспортирует их в 26 стран мира.
В 1989 году рабочие завода из числа местных жителей организовали Объединение Рабочих Автомобильной промышленности (UAW) и подписали первый контракт с компанией. Всего между местными жителями и компанией было заключено восемь договоров, и за все это время случилась лишь одна забастовка. С момента отделения Chrysler это предприятие стало единственным находящимся на территории США автомобильным заводом, полностью принадлежащим японской компании.

## Производство
| Год  | Автомобилей |
| ---- | ----------- |
| 1988 | 2206        |
| 1989 | 90 609      |
| 1990 | 148 532     |
| 1991 | 153 526     |
| 1992 | 140 156     |
| 1993 | 135 610     |
| 1994 | 170 318     |
| 1995 | 218 507     |
| 1996 | 193 013     |
| 1997 | 189 023     |
| 1998 | 157 364     |
| 1999 | 162 199     |
| 2000 | 222 414     |
| 2001 | 193 780     |
| 2002 | 204 234     |
| 2003 | 173 872     |
| 2004 | 113 253     |
| 2005 | 87 791      |
| 2006 | 92 499      |
| 2007 | 78 771      |
| 2008 | 59 018      |
| 2009 | 18 502      |
| 2010 | 29 375      |
| 2011 | 31 114      |
| 2012 | 47 837      |
| 2013 | 69 766      |
| 2014 | 61 974      |
| 2015 | 38 186      |
| 2016 | -           |

(источники: MMNA Production History и Facts and Figures 2016)